# Меня полюбят после моей смерти
«Меня полюбят после моей смерти» (англ. They'll Love Me When I'm Dead) — документальный фильм режиссёра Моргана Невилла, вышедший на экраны в 2018 году. Мировая премьера состоялась на Венецианском кинофестивале 30 августа 2018 года. Лента была отмечена премией Национального совета кинокритиков США за вклад в историю кино.

## Сюжет
Фильм рассказывает о работе легендарного кинорежиссёра Орсона Уэллса над его последней неоконченной картиной «Другая сторона ветра», которую многие критики считают автобиографической. Работу над ней Уэллс продолжал урывками на протяжении 1970-х годов, постоянно сталкиваясь с финансовыми проблемами. После Иранской революции автор потерял доступ к отснятому материалу из-за связей продюсеров с шахским режимом. Лишь много лет спустя после смерти Уэллса лента «Другая сторона ветра» была закончена и показана на том же Венецианском кинофестивале, что и документальный фильм о ней. Название отсылает к фразе, сказанной Уэллсом в разговоре с Питером Богдановичем.
В фильме использованы интервью с Питером Богдановичем, Ойей Кодар, Дэнни Хьюстоном, Фрэнком Маршаллом, Сибилл Шеперд, Беатрис Уэллс и другими.